# Ortenau-S-Bahn
L'Ortenau-S-Bahn (« chemin de fer express urbain de l'Ortenau »), ou OSB, est un opérateur ferroviaire régional (« Stadtschnellbahn ») allemand circulant dans le Bade-Wurtemberg.
C'est une marque de la Südwestdeutsche Verkehrs-Aktiengesellschaft (SWEG), une compagnie de transport appartenant à l’état du Bade-Wurtemberg.

## Services
L'Ortenau-S-Bahn effectue plusieurs services sur des voies appartenant à la DB Netz, dans le secteur autour d'Offenbourg. Il s'agit d'une liaison reliant Offenbourg à Appenweier, Kehl, Strasbourg, Bad Griesbach, Hausach et Freudenstadt. L'OSB partage la section Offenbourg – Strasbourg avec la SNCF, qui y fait circuler des autorails TER Grand Est.

## Matériel roulant
L'OSB utilisait 26 rames Regio-Shuttle pour effectuer ses services.
Depuis décembre 2023, l'OSB utilise 27 Unités multiples électriques à batterie, Siemens Mireo Plus B.